# УР-700-ЛК-700
УР-700-ЛК-700 — проект комплекса для пилотируемого космического полёта с посадкой на Луну; разрабатывался с 1966 г в ОКБ-52 под руководством В. Н. Челомея. Один из вариантов экспедиций Лунной программы СССР.

## Особенности проекта
Для упрощения операций, связанных с манёвром космического корабля в космическом пространстве, конструкторы ОКБ-52 предложили осуществить прямой полёт на Луну. Однако, согласно расчётам, это требовало создания ракеты-носителя, в полтора раза превосходящую по грузоподъемности «Н-1».
В качестве основы новой ракеты, названой «УР-700», принималась уже находившаяся в эксплуатации трёхступенчатая ракета-носитель «УР-500К». «УР-500» в виде второй ступени устанавливалась на разрабатываемую первую ступень, которая состояла из девяти блоков с одним двигателем «РД-270» конструкции Глушко в каждом. Общая тяга двигателей первой ступени у Земли составляла 5760 тонн. Это позволило бы вывести на орбиту полезный груз массой около 140 тонн (90 тонн — у «Н-1», 118 тонн — у «Сатурна-5»).
Экспедиция на Луну должна была проходить по «прямой» схеме. Такая схема предусматривала:
- выведение на околоземную орбиту космического корабля с разгонным блоком, а затем разгон к Луне;
- торможение и выход космического корабля на окололунную орбиту, а также сход с неё и гашение основной скорости с помощью специального тормозного блока;
- сброс тормозного блока на высоте нескольких километров от поверхности Луны, посадка корабля на специальные (посадочные) опоры путём дросселирования жидкостных реактивных двигателей взлётного блока (аналогично кораблю «ЛК» программы «Н1-ЛЗ»).

Два космонавта корабля «ЛК-700» размещались в возвращаемом аппарате, схожем по характеристикам с разработанным для облётной программы «УР-500К-ЛК-1». После выполнения задач экспедиции на Луне осуществлялось отделение посадочных опор и запуск двигателя взлётного блока с его работой на полной тяге.
После старта с Луны корабль «ЛК-700» должен был либо сначала выйти на окололунную орбиту, а потом разгоняться с неё к Земле, либо сразу же выходить на траекторию полёта к Земле. После коррекции траектории полёта с помощью двигателей взлётного блока при подлёте к Земле должно было произойти отделение спускаемого аппарата и вход в атмосферу, затем осуществлялся спуск и парашютная посадка.

## Результаты проекта
Эскизный проект был готов в сентябре 1968 года, но разрешение на реализацию получено не было. Удалось сделать только полноразмерный макет корабля ЛК-700, который в свою очередь не сохранился, но есть его фотоизображения.